# Emma de Gurk
Pour les articles homonymes, voir Emma.
Emma de Gurk, parfois écrit Ema ou Hemma, née vers 980 et morte le 27 juin 1045 (dates incertaines) à Gurk, monastère du Duché de Carinthie, est une dame noble et fondatrice de monastères. Elle est vénérée comme sainte de l'Église catholique et protectrice du land autrichien de Carinthie.
Béatifiée en 1287, elle fut canonisée le 5 janvier 1938 par le pape Pie XI. Sa fête est fixée au 19 avril.

## Biographie
Le lieu et la date de sa naissance sont inconnus. Elle était issue d'une famille noble d'origine bavaroise qui est apparentée de manière lointaine à l'empereur Henri II du Saint-Empire; ses ancêtres possédaient de nombreux biens dans la vallée de la Gurk en Carinthie, dont les origines remontent au règne de l'empereur Arnulf au IXe siècle. Emma était née comtesse de Zeltschach et avait été présentée à la cour impériale d'Henri II à Bamberg par son épouse Cunégonde de Luxembourg.

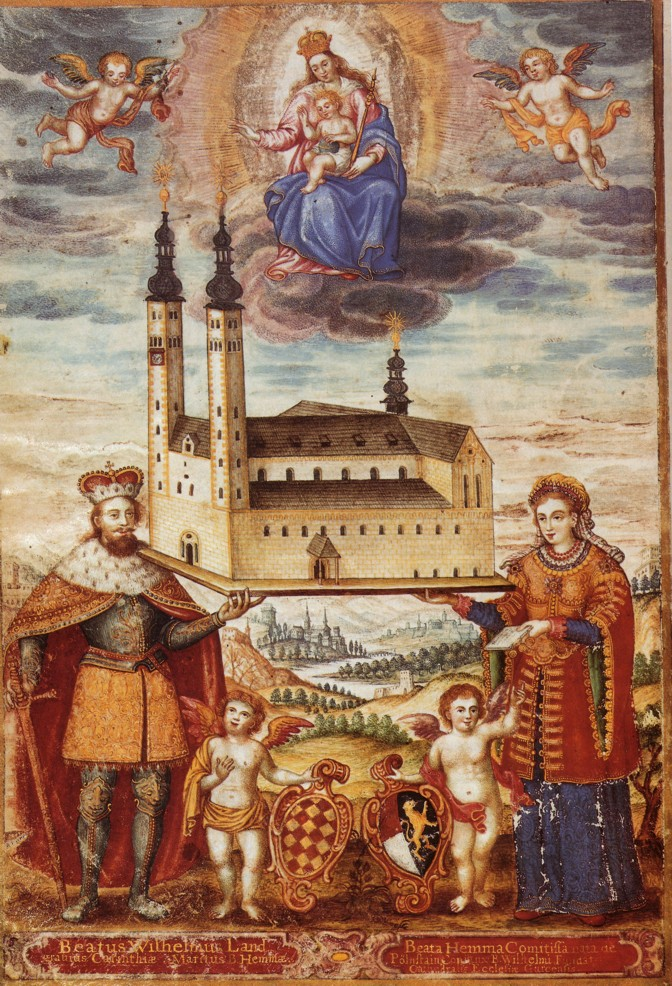
Emma et son mari montrant la cathédrale de Gurk.

Emma épousa le comte Guillaume II (Wilhelm) de Friesach qui a été désigné margrave sur la Sann (Savinja en Basse-Styrie) par Henri II en 1016. Selon certaines sources, elle avait eu deux fils de son mari, Hartwig et Wilhelm. Plus tard, Guillaume II a été fortement soutenu par l'empereur Conrad II et se fâcha avec le duc Adalbéron de Carinthie qui l'a tué en 1036.
Le même jour, Emma perdit son mari et aussi ses fils, morts assassinés dans des circonstances inconnues des historiens. Dès lors, en 1043, elle fonda un couvent (Frauenstift) à Gurk en Carinthie, où elle se retira jusqu'à la fin de ses jours.
Emma utilisait sa fortune pour faire de fréquentes aumônes aux pauvres, et était si bonne et si bienveillante envers tous, qu'elle était déjà considérée comme une sainte de son vivant. De plus, elle fit ériger une dizaine d'églises. C'est aussi grâce à ses largesses que put être érigée l'abbaye d'Admont en 1074, fondée par l'archevêque Gebhard de Salzbourg dans les possessions d'Emma en Styrie.

## Miracles
Peu d'années après sa mort, en ouvrant son tombeau, on découvrit son corps réduit en poussière, à l'exception de sa main droite, celle qui avait donné si généreusement.

## Vénération

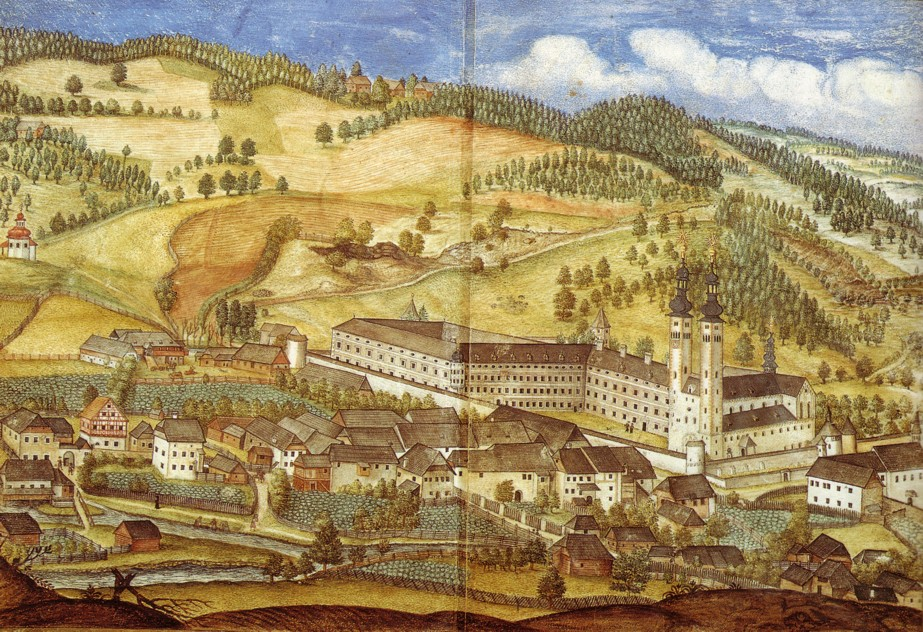
Le couvent de Gurk (peinture sur bois).

Le couvent de Gurk est déjà supprimé par l'archevêque Gebhard de Salzbourg en 1072 pour y ériger le diocèse. La vénération d'Emma a commencé bientôt après sa mort. Depuis 1174, elle est enterrée dans la crypte de la cathédrale de Gurk. Antonio Corradini, artiste italien, a sculpté un bas relief en marbre sur sa tombe, représentant le moment de sa mort (voir la galerie ci-dessous). Le rôle de la fondatrice a fait l'objet de nombreux falsifications de documents par les évêques de Gurk au XIIe siècle.
Sainte Emma n'est pas seulement vénérée en Carinthie et Styrie, mais aussi dans le reste de l'Autriche et en Slovénie. Pendant plus de 300 ans, les fidèles sont allés en pèlerinage sur sa tombe, dans la cathédrale de Gurk, qui avait lieu le quatrième dimanche de Pâques. Au XXe siècle il s'est interrompu pour des raisons politiques. Il a repris depuis peu.

## Béatification - canonisation
Après l'invention de reliques par des membres du chapitre de la cathédrale, Emma de Gurk a été béatifiée le 21 novembre 1287 par le pape Honorius IV. Au XVe siècle, les évêques de Gurk se sont efforcés d'atteindre sa canonisation, avec l'appui de l'empereur Frédéric III. Néanmoins, le pape Paul II a repoussé à plus tard en 1468.
Le dossier d'Emma  a été retenu dans l'édition originale des Acta Sanctorum en 1709. Au XIXe siècle, les évêques de Gurk reprirent leurs efforts et Emma a été finalement canonisée près de 900 ans après sa mort, le 5 janvier 1938 par le pape Pie XI.

## Iconographie
Emma est représentée en costume de noble dame, portant sur le bras une maquette d'église, ou alors en habit de moniale avec une rose, ou encore, en train de distribuer des aumônes.

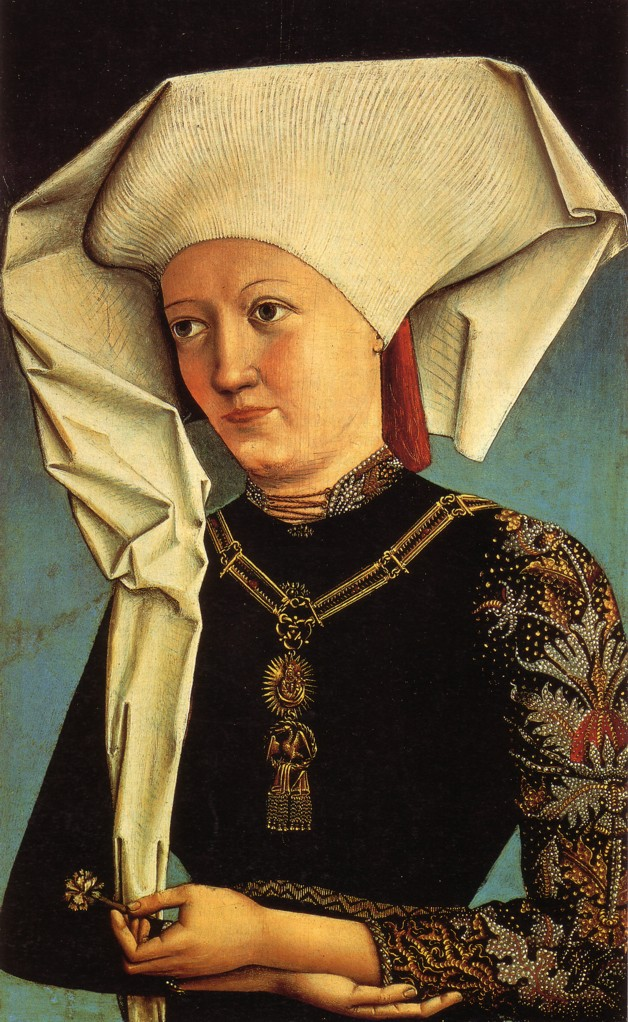
Portrait d'Emma de Gurk
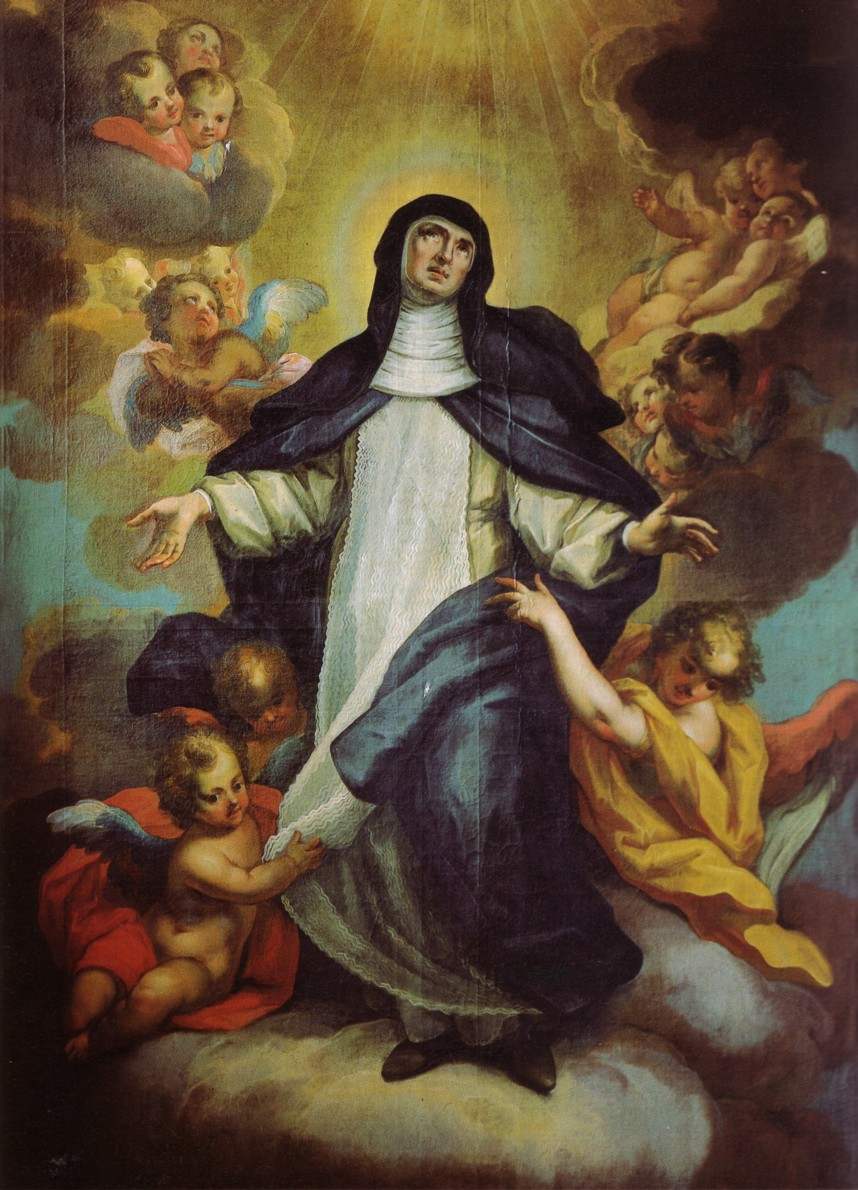
l'apothéose de Sainte Emma
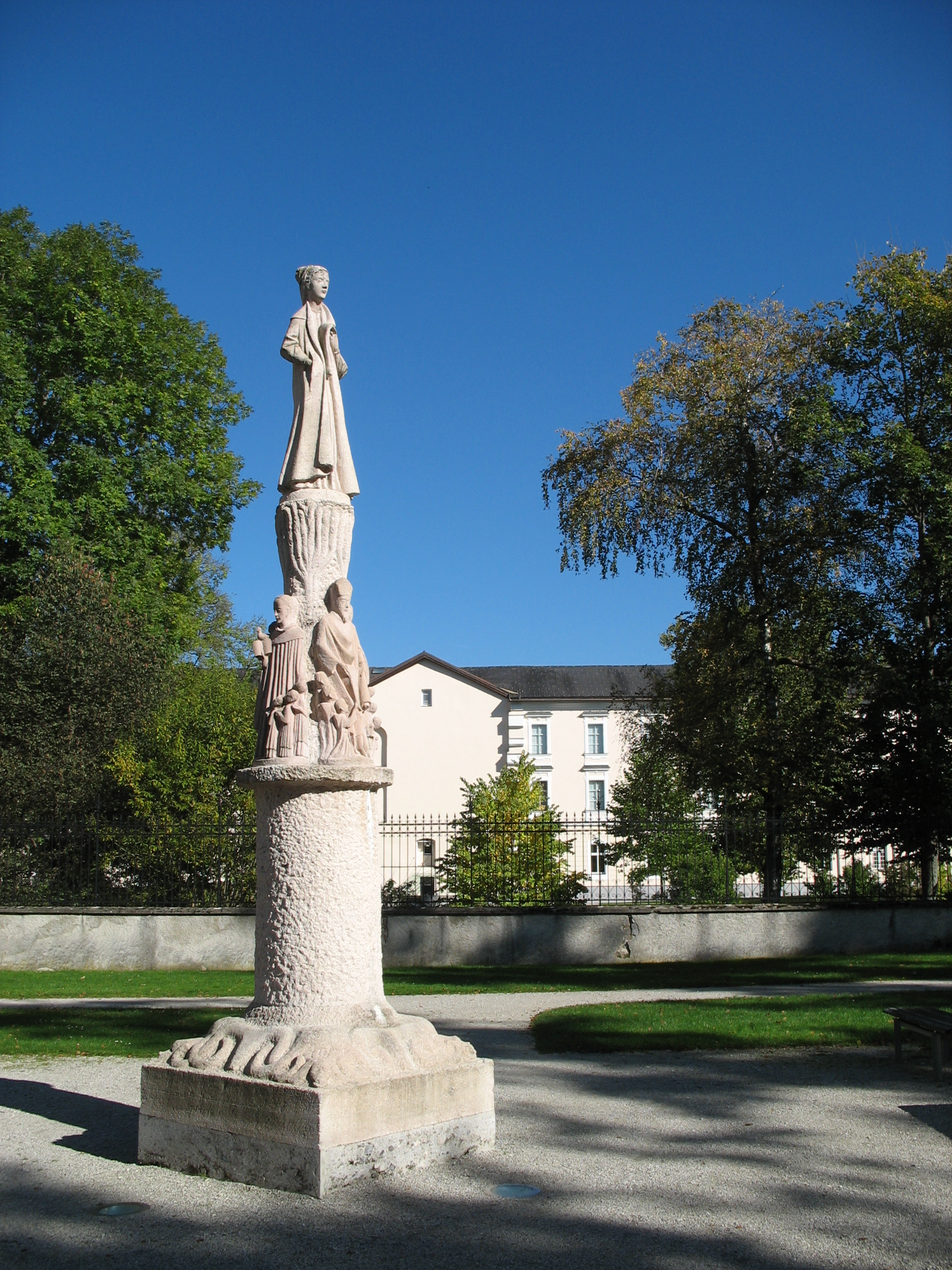
Statue de Sainte Emma au monastère d'Admont
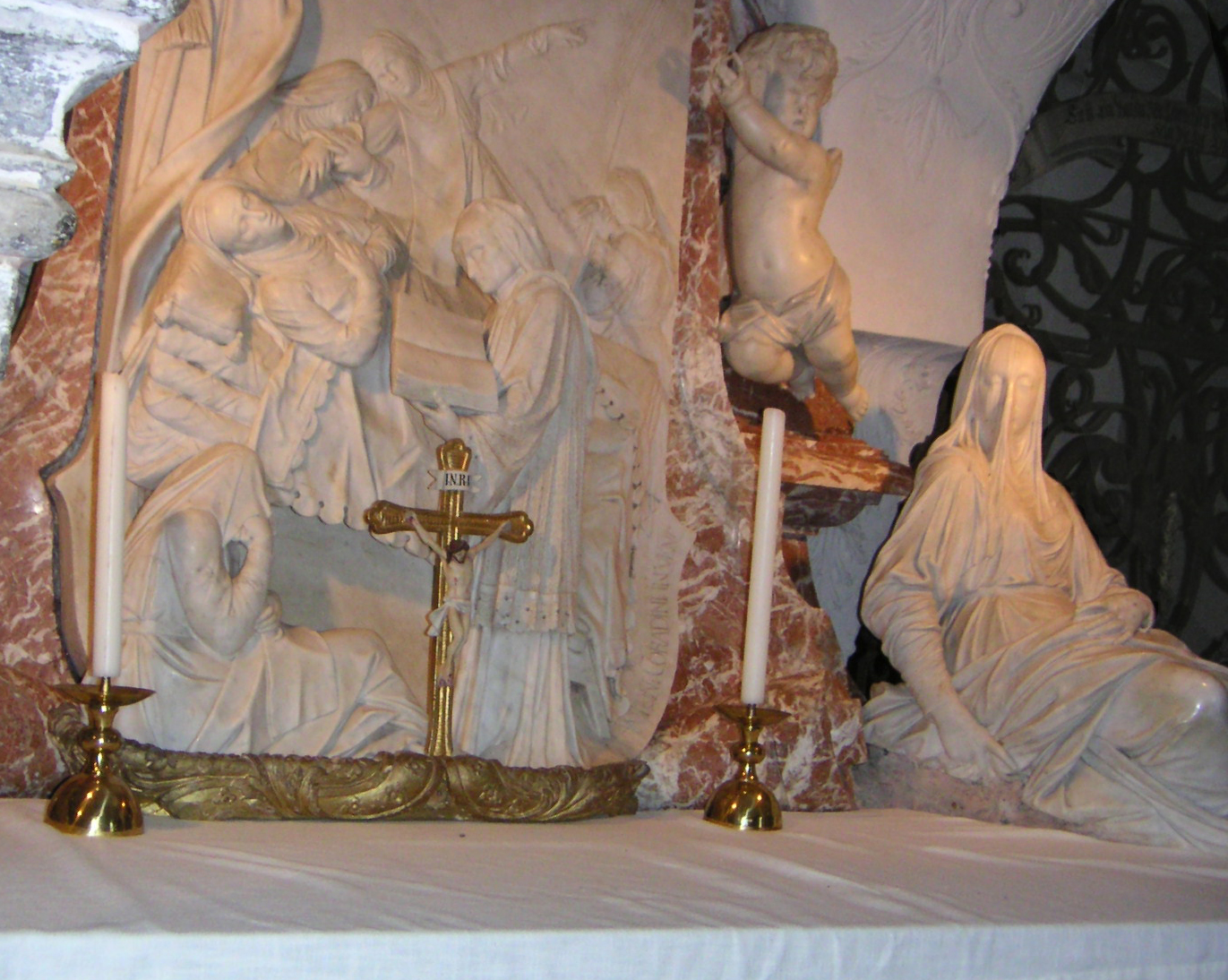
Le tombeau de la sainte dans l'église de Gurk

## Sources
- Le Petit Livre des saints - Rosa Giorgi - Larousse - 2006 - page 236 -  (ISBN 2-03-582665-9)
- (it) Article de Domenico Agasso du 9 avril 2001 dans Santibeati

- (en) Cet article est partiellement ou en totalité issu de l’article de Wikipédia en anglais intitulé « Hemma of Gurk » (voir la liste des auteurs).